# ای‌اورن ژورنال
ای‌اورن ژورنال (به انگلیسی: The AORN Journal) یک مجله داوری همتا به زبان انگلیسی در زمینه پرستاری جراحی است. مجلهٔ «ای‌اورن ژورنال» نشریه رسمی انجمن پرستاران رسمی جراحی (Association of periOperative Registered Nurses) یا ای‌اورن (AORN) است.

## سرویس‌های تحت پوشش
- فهرست انباشت فرهنگ پرستاری و سلامت (CINAHL)
- مِدلاین (Index Medicus/MEDLINE)
- اندکس ادبیات بیمارستانی (The Hospital Literature Index)
- اندکس پرستاری بین‌المللی (The International Nursing Index)
- آراندکس بهترین ۱۰۰ (RNdex Top ۱۰۰)